# Guangling
Guangling (chinesisch 广灵县, Pinyin Guǎnglíng Xiàn) ist ein chinesischer Kreis der bezirksfreien Stadt Datong in der Provinz Shanxi. Er hat eine Fläche von 1.209 km² und zählt 154.253 Einwohner (Stand: Zensus 2020).
Die Shuishen-Halle (Shuishen tang 水神堂) steht auf der Liste der Denkmäler der Volksrepublik China.

## Administrative Gliederung
Auf Gemeindeebene setzt sich der Kreis Guangling aus zwei Großgemeinden und sieben Gemeinden zusammen. 